# Camillo Sivori

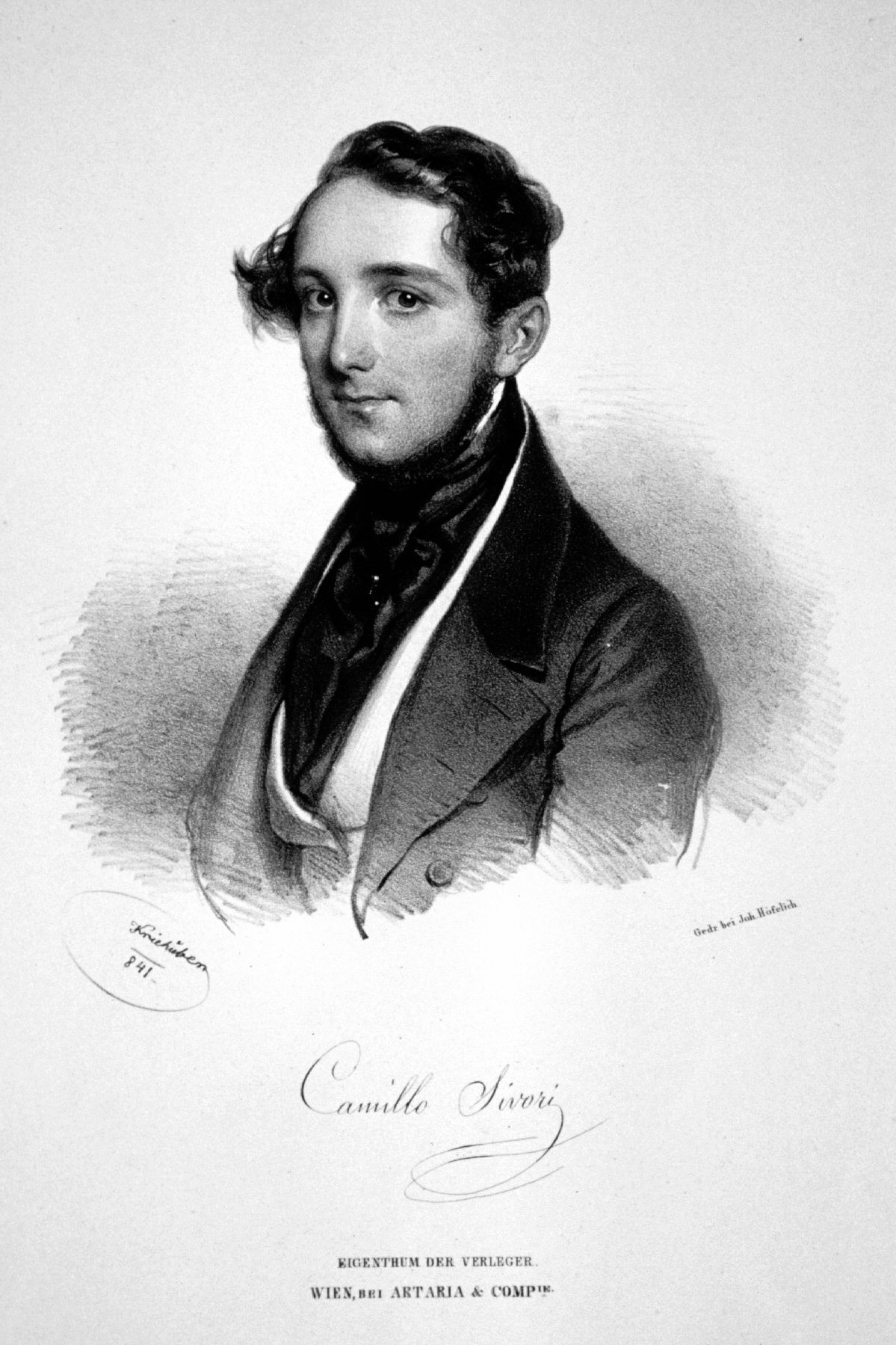
Camillo Sivori, Lithographie von Josef Kriehuber, 1841

Ernesto Camillo Sivori (* 25. Oktober 1815 in Genua; † 18. Februar 1894 ebenda) war ein italienischer Violinist und Komponist.

## Leben
Seinem dringenden Wunsch entsprechend kaufte sein Vater ihm bereits im Alter von zwei Jahren eine Kindergeige. Unterrichtet wurde das begabte Kind von den örtlichen Lehrern, Antonio Restano (1790–nach 1885), Giacomo Costa (vor 1770–1836), einer der Lehrer Paganinis und Agostiono Dellepiane (1786–1834). Außerdem erkannte ihn Niccolò Paganini als seinen einzigen Schüler an, er unterrichtete ihn in den Jahren 1822 und 1823. Sivori besaß ein außerordentliches Talent, welches ihm schon vom 10. Lebensjahr an für viele Jahrzehnte erlaubte, fast ununterbrochen ausgedehnte Konzerttourneen zu unternehmen. Zwischenzeitlich wieder in Genua, nahm er zwischen 1829 und 1839 Kompositionsunterricht bei Giovanni Serra (1787–1876). Er bereiste 1838 die Schweiz, Deutschland, Österreich, Portugal und Spanien. Im Jahre 1846 führte er als erster das Mendelssohn-Konzert in London auf. Im gleichen Jahr unternahm er mit dem Gitarrenvirtuosen Zani de Ferranti eine Konzertreise in die Vereinigten Staaten von Amerika, Mexiko und verschiedene südamerikanische Staaten. Er lebte für viele Jahre in Paris und pflegte dort rege Kontakte mit Giuseppe Verdi, Gioachino Rossini, Luigi Cherubini und Franz Liszt.
Die ligurische Stadt Finalmarina widmete dem berühmten Geiger ihr Opernhaus, Camillo Sivori weihte es im Dezember 1868 mit zwei Konzerten ein.
Sivori war im Besitz mehrerer ausgezeichneter Violinen, darunter Instrumente von Amati, Stradivari, Bergonzi und Jean-Baptiste Vuillaume. Sein Lieblingsinstrument war die Vuillaume-Geige, die er Paganini abgekauft hatte. Sie war ein perfekter Nachbau von Paganinis legendärer Guarneri mit dem Beinamen „Il Cannone“. Seine letzten Lebensjahre lebte Sivori zurückgezogen und starb 1894 in Genua.

## Werke (Auswahl)
- Op.1 La Génoise. Caprice Nr.1
- Op.2 Variationen über Nel cor più
- Op.3 Variations sur un thème de Pirate (Bellini)
- Op.10 Fantaisie-Etude
- Op.19 Fantasie über 'Un ballo in maschera' für Violine und Klavier
- Op.20 Fantasie über 'Il trovatore'
- Op.21 Tarantella für Violine und Klavier
- Op.22 Fiori di Napoli. Fantasie
- Op.23 2 Romanzen sans paroles
- Op.25 Zwölf Capricci für Violine solo
- Op.29 Folies Espagnoles

- Introduktion und Variationen über „Lucia di Lammermoor“ (Degola)
- Zahlreiche Opernreduktionen für Violine und Klavier oder Klaviertrio
- Andante amoroso für Violine und Klavier
- Andante religioso für Violine und Orgel